# Henri Maire
Pour les articles homonymes, voir Maire (homonymie).
Henri Maire est un vigneron et homme d'affaires français né le 16 juillet 1917 à Paris et mort le 28 novembre 2003 à Arbois,. Il a permis le renouveau du vignoble d'Arbois (Jura) et sa popularisation au cours du XXe siècle.

## Biographie
Fils d'une longue lignée de vignerons (depuis 1632), il fait sortir le vignoble du Jura de la longue crise qui a suivi la destruction du vignoble par le phylloxéra à la fin du XIXe siècle.
Il reprend le petit vignoble familial peu de temps après la classification d'Arbois en tant qu'appellation contrôlée, la première, en mai 1936. Il n'a de cesse de développer ce patrimoine pour constituer un des plus vastes domaines de France en appellation contrôlée d'une surface de 300 hectares. Dans cette lignée, il fonde en 1955 la société Henri Maire SA pour le développement de la commercialisation de ses produits.
Ses méthodes de vente audacieuses et parfois controversées, des panneaux Henri Maire dans toute la France, l'utilisation de la vente par correspondance, de la vente directe par représentants, la participation à plus de 200 manifestations commerciales dans toute la France et à l'étranger, des opérations spectaculaires comme le « vin retour des Isles » avec le restaurateur Raymond Oliver, le vin jaune emmuré dans les caves de la Tour d'Argent, lui permirent ce développement exceptionnel.
Henri Maire meurt le 28 novembre 2003.
Le 16 novembre 2006, vingt mille bouteilles de vin rouge ont été embarquées sur un cargo pendant 83 jours, pour un tour du Monde reprenant l'idée du « vin retour des Isles ». À leur retour, les œnologues conviés à leur dégustation leur ont trouvé une maturité particulière, comme lors de l'expérience précédente, 40 ans auparavant.